# Membres de l'Ordre du Canada, par ordre alphabétique V
| Nom                        | Ville                | Province              | Grade     | Année | Occupation |
| Benoît Vachon              | Ville de Ste-Marie   | Québec                | Membre    | 1993  |            |
| Irenée Vachon              | Montréal             | Québec                | Membre    | 1973  |            |
| Louis-Albert Vachon        | Sillery              | Québec                | Compagnon | 1969  |            |
| Louise B. Vaillancourt     | Outremont            | Québec                | Membre    | 1984  |            |
| Guy C. Vanderhaeghe        | Saskatoon            | Saskatchewan          | Officier  | 2003  |            |
| Audrey T. Vandewater       | Winnipeg             | Manitoba              | Membre    | 2002  |            |
| Gerald Vandezande          | Scarborough          | Ontario               | Membre    | 2001  |            |
| Jean Vanier                | Montréal             | Québec                | Compagnon | 1987  |            |
| Pauline Vanier             | Montréal             | Québec                | Compagnon | 1967  |            |
| George William Vari        | Toronto              | Ontario               | Membre    | 1989  |            |
| M G Vassanji               | Toronto              | Ontario               | Membre    | 2004  |            |
| J. Bryan Vaughan           | Toronto              | Ontario               | Membre    | 1980  |            |
| Lucille Wheeler Vaughan    | Knowlton             | Québec                | Membre    | 1976  |            |
| Murray Vaughan             | St. Andrews          | Nouveau-Brunswick     | Compagnon | 1969  |            |
| Gérard Veilleux            | Montréal             | Québec                | Officier  | 1995  |            |
| Harry Veiner               | Medicine Hat         | Alberta               | Membre    | 1982  |            |
| Manon Vennat               | Montréal             | Québec                | Membre    | 1995  |            |
| Michel Vennat              | Montréal             | Québec                | Officier  | 1995  |            |
| Muriel Stanley Venne       | Edmonton             | Alberta               | Membre    | 2005  |            |
| Alje Vennema               | North Vancouver      | Colombie-Britannique  | Officier  | 1967  |            |
| Zeev Vered                 | Ottawa               | Ontario               | Membre    | 2002  |            |
| Ernest Verge               | Québec               | Québec                | Membre    | 1980  |            |
| John J. Verigin            | Grand Forks          | Colombie-Britannique  | Membre    | 1976  |            |
| Mariette Rousseau-Vermette | Sainte-Adèle         | Québec                | Officier  | 1976  |            |
| Richard Verreau            | St-Antoine de Tilly  | Québec                | Officier  | 1998  |            |
| Denise Verreault           | Les Méchins          | Québec                | Membre    |       |            |
| A. Raymond Alfred Vessey   | York                 | Île-du-Prince-Édouard | Membre    | 1980  |            |
| Evelyn Vessey              | Charlottetown        | Île-du-Prince-Édouard | Membre    | 1980  |            |
| J. Armand Viau             | Aylmer               | Québec                | Membre    | 1995  |            |
| Jacques Viau               | Lachine              | Québec                | Officier  | 1979  |            |
| Roy H. Vickers             | Hazelton             | Colombie-Britannique  | Membre    |       |            |
| Herschel Victor            | Westmount            | Québec                | Membre    | 1999  |            |
| Pierre Viens               | Neuville             | Québec                | Officier  | 2005  |            |
| André Viger                | Montréal             | Québec                | Officier  | 1989  |            |
| Ashok K. Vijh              | Montréal             | Québec                | Officier  | 1989  |            |
| Joseph Arthur Villeneuve   | Chicoutimi           | Québec                | Membre    | 1972  |            |
| Ubald Villeneuve           | Sillery              | Québec                | Membre    | 1995  |            |
| Jean-Paul Vinay            | Victoria             | Colombie-Britannique  | Membre    | 1987  |            |
| Marcel Vincent             | Montréal             | Québec                | Compagnon | 1972  |            |
| Maurice Vincent            | Sherbrooke           | Québec                | Membre    | 1979  |            |
| Arthur M. Vineberg         | Westmount            | Québec                | Officier  | 1986  |            |
| Philip F. Vineberg         | Westmount            | Québec                | Officier  | 1974  |            |
| Amos L. Vipond             | Stroud               | Ontario               | Membre    | 1976  |            |
| Maurice Lewis Van Vliet    | Victoria             | Colombie-Britannique  | Officier  | 1978  |            |
| Herman Voaden              | Toronto              | Ontario               | Membre    | 1974  |            |
| Erich W. Vogt              | Vancouver            | Colombie-Britannique  | Officier  | 1976  |            |
| Roch Voisine               | Montréal             | Québec                | Officier  | 1995  |            |
| Boris Volkoff              | Toronto              | Ontario               | Membre    | 1973  |            |
| George Michael Volkoff     | Vancouver            | Colombie-Britannique  | Officier  | 1994  |            |
| Robert Volpé               | Toronto              | Ontario               | Officier  | 2002  |            |
| Charles P. de Volpi        | St-Sauveur-des-Monts | Québec                | Membre    | 1976  |            |
| Bernard Voyer              | Montréal             | Québec                | Officier  | 2001  |            |
| Jacques Voyer              | Montréal             | Québec                | Officier  | 2003  |            |